# Piazza San Francesco (Bologna)
Piazza San Francesco è la piazza di Bologna dedicata al santo di Assisi, prospiciente l'omonima Basilica. Tale chiesa della Arcidiocesi di Bologna ha tuttavia indirizzo sulla vicina Piazza Malpighi.
La piazza corrisponde all'antico sagrato della chiesa, da intendersi come cimitero. Oggi è in parte occupata da un giardino pubblico.